# Brentford F.C.
Brentford Football Club er en engelsk fodboldklub fra bydelen Brentford i det vestlige London. Holdet spiller i landets bedste række Premier League.
Brentford rykkede for første gang op til Premier League efter en 2-0 sejr over Swansea City lørdag den 29/5-21 i oprykningsfinalen på Wembley.
Klubben blev stiftet i 1889, og blev valgt ind i The Football League i 1920. "The Bees", som er klubbens kælenavn, spillede sine hjemmebanekampe på Griffin Park fra 1904 til 2020, før de flyttede hjemmebane til Brentford Community Stadium. Klubbens succesperiode var i 1930'erne hvor de spillede i landets bedste række, med en femteplads i 1936 som bedste placering. Siden 2 verdenskrig har klubben spillet de fleste sæsoner i den tredje og fjerde bedste række. Fire gange har klubben nået kvartfinalen i FA Cuppen, senest i sæsonen 1988/89.
Brentford Community Stadium blev renoveret fra 2018 og stod færdigt i 2020, stadionet blev udvidet til 17,250 tilskuer. Rugby klubben London Irish benytter også stadionet.

## Spillertruppen

### Førstehold
Oversigten er opdateret til og med 4. april 2025
| Nr. | Land                        | Position | Spiller                           |
| --- | --------------------------- | -------- | --------------------------------- |
| 1   | Holland                     | MM       | Mark Flekken                      |
| 2   | Skotland                    | FO       | Aaron Hickey                      |
| 3   | England                     | FO       | Rico Henry                        |
| 4   | Holland                     | FO       | Sepp Van Den Berg                 |
| 5   | Jamaica                     | FO       | Ethan Pinnock                     |
| 6   | Danmark                     | MI       | Christian Nørgaard (Vice anfører) |
| 7   | Tyskland                    | AN       | Kevin Schade                      |
| 8   | Danmark                     | MI       | Mathias Jensen                    |
| 9   | Brasilien                   | AN       | Igor Thiago                       |
| 10  | England                     | MI       | Josh Dasilva                      |
| 11  | Demokratiske Republik Congo | AN       | Yoane Wissa                       |
| 12  | Island                      | MM       | Hákon Rafn Valdimarsson           |
| 14  | Portugal                    | MI       | Fábio Carvalho                    |
| 16  | England                     | FO       | Ben Mee                           |
| 18  | Ukraine                     | MI       | Yegor Yarmolyuk (Anfører)         |
| 19  | Frankrig                    | MI       | Bryan Mbeumo                      |

| Nr. | Land      | Position | Spiller            |
| --- | --------- | -------- | ------------------ |
| 20  | Norge     | FO       | Kristoffer Ajer    |
| 22  | Irland    | FO       | Nathan Collins     |
| 23  | England   | AN       | Keane Lewis-Potter |
| 24  | Danmark   | MI       | Mikkel Damsgaard   |
| 26  | Tyrkiet   | MI       | Yunus Emre Konak   |
| 27  | Tyskland  | MI       | Vitaly Janelt      |
| 32  | England   | MI       | Paris Maghoma      |
| 33  | Italien   | FO       | Michael Kayode     |
| 36  | Sydkorea  | FO       | Ji-soo Kim         |
| 39  | Brasilien | AN       | Gustavo Nunes      |

### Udlånt
Oversigten er opdateret til og med 27. april 2025| Nr. | Land    | Position | Spiller                                                 |
| --- | ------- | -------- | ------------------------------------------------------- |
| 42  | England | AN       | Tony Yogane (hos Exeter City indtil 30. juni 2025)      |
|     | Irland  | FO       | Val Adedokun (hps Cheltenham Town indtil 30. juni 2025) |

| Nr. | Land    | Position | Spiller                                                  |
| --- | ------- | -------- | -------------------------------------------------------- |
|     | England | AN       | Ashley Hay (hos Cheltenham Town indtil 30. juni 2025)    |
|     | England | AN       | Michael Olakigbe (hos Chesterfield indtil 30. juni 2025) |'